# LGV Montpellier–Perpignan
Az LGV Montpellier–Perpignan vagy más néven a Montpellier–Perpignan nagysebességű vasútvonal egy tervezés alatt álló, normál nyomtávolságú, kétvágányú 25 kV 50 Hz-cel villamosított nagysebességű vasútvonal Franciaországban. Ha elkészül, kapcsolatot biztosít majd a francia TGV és a spanyol AVE hálózata között.
Két új állomás is épülni fog Béziers és Narbonne közelében. A Montpellier–Béziers és a Rivesaltes–Toulouges közötti szakaszokon vegyesen lesz személy- és teherforgalom is, Béziers–Toulouges között pedig csak személyforgalom lesz.
Engedélyezett legnagyobb sebesség a nagysebességű személyszállító motorvonatoknak 350 km/h. Tervezett megnyitása 2030 után várható.

## Útvonal
Nem sokkal Gare de Montpellier-Sud-de-France állomás után a sínek Maurin közelében találkoznak az LGV Montpellier–Perpignan vonallal.
A tervek szerint a Béziers-t az A9 és az A75 autóút csomópont közelében egy parkosított állomás szolgálja majd ki. Lesz egy klasszikus vonal is, amely lehetővé teszi, hogy a vonatok Béziers állomáson megálljanak, ahonnan a vonatok továbbközlekedhetnek olyan célállomásokra, mint Narbonne és Carcassonne. Mielőtt a Béziers-Perpignan szakasz elkészül, a Perpignan irányába közlekedő átmenő vonatoknak a parkosított állomást kell használniuk, mivel Béziers túloldalán nem épül kapcsolat.
Narbonne városközpontját elkerülik, de a városközponttól nyugatra épül egy állomás. Ez az állomás a klasszikus vonal fölé épül, lehetővé téve a peronon történő átszállást a Carcassonne-i vonalra, ahogyan az a Gare de Valence TGV állomáson is történik. Ettől az állomástól északra egy háromszög alakú csomópontot is kialakítanak, amely lehetővé teszi, hogy a vonal a Carcassonne-ba tartó vonallal összekapcsolódjon anélkül, hogy a városközponton keresztül haladna.
A tervezett vonal valamennyi várost elkerüli majd, de különböző pontokon a meglévő állomásokkal való összeköttetést lehetővé tevő összekötő vasútvonalak épülnek. Toulouges közelében passzívan gondoskodtak a meglévő LGV Perpignan-Figueres vonallal való összeköttetésről.
Végső soron a cél az, hogy 2025-re lehetővé váljon a Párizs-Madrid összeköttetés hat óra alatt, Nîmes, Montpellier, Béziers, Narbonne, Perpignan és Barcelona megállókkal. A menetidő a teljes útvonalon kevésbé lesz versenyképes a repüléssel, viszont a köztes útvonalakon, például a Lyon-Madrid vagy a Párizs-Barcelona útvonalon már versenyképessé válhat.

## Jelenlegi helyzete
A francia közlekedési minisztérium 2016 februárjában hagyta jóvá az előzetes nagysebességű útvonalat és az állomások helyét. 2018 őszén bejelentették a menetrendet, nevezetesen 10 év a Montpellier-Béziers szakasz megépítésére és további 10 év a Béziers-Perpignan szakasz megépítésére.
A vonal finanszírozásáról 2022. január 22-én írtak alá egy egyetértési megállapodást, amelynek értelmében a 2 milliárd eurós költség 40%-át Okcitánia régió és tíz kisebb helyi önkormányzat állja. A nemzeti kormány további 40%-kal, az Európai Bizottság pedig 20%-kal járul hozzá. A megállapodást követően nyilvános vizsgálati eljárás indul. Az első szakasz előkészítő munkálatainak megkezdésére vonatkozó megállapodást várhatóan 2023. július 27-én adják meg. Ez az első szakasz 52,3 km hosszan halad Montpellier-től Béziers-ig. Az építkezés várható kezdete tovább tolódott, az első szakasz építése 2030 elejére várható. Az első szakasz várhatóan 2034 körül lesz üzemképes. A második szakasz építése 2040 körül következne. A második szakasz az útvonal fennmaradó részét foglalja magában 97,7 km hosszúságban.